# إميل فابر
إميل فابر (بالفرنسية: Émile Fabre)‏ هو كاتب مسرحي ومخرج فرنسي، ولد في 24 مارس 1869 في متز في فرنسا، وتوفي في 25 سبتمبر 1955 في باريس في فرنسا.

## وصلات خارجية
- إميل فابر على موقع IMDb (الإنجليزية)
- إميل فابر على موقع الموسوعة البريطانية (الإنجليزية)
- إميل فابر على موقع قاعدة بيانات برودواي على الإنترنت (الإنجليزية)